# Michel (musicista)
Michel, pseudonimo di Michel Antonietti (Mendrisio, 13 novembre 1975), è un beatmaker, produttore discografico, disc jockey e rapper svizzero.

## Biografia
È nato e cresciuto nel Mendrisiotto, la regione più a sud della Svizzera che confina con l'Italia, da padre italiano e madre svizzera.
Nel 1992 Michel fondò il primo gruppo rap in Ticino, i Calzoleria d'Alfredo, due anni dopo militò nel trio Momo Posse con i quali vinse il Marlboro Rock-In Festival esibendosi al Paleo Festival di Nyon davanti a 5000 persone.
La band incise due album per l'etichetta EMI i due album Momo Sutra nel 1995 e Momo Sapiens datato 1997. 
Nel 1998 la band si sciolse e Michel cominciò a produrre beats per diversi artisti tra i quali Kaso & Maxi B ed Il Clan.
Nel 2001 esce Chempions League, il suo primo progetto solista, in cui collaborano molti artisti della scena hip hop svizzera e italiana tra cui Nesli, Esa, Davo, Inoki, Meddaman, Bassi Maestro e molti altri.
Nei due anni successivi continuò a collaborare come autore e beatmaker ad alcuni album tra cui Preso Giallo di Kaso & Maxi B, Oro Giallo di Kaso, la compilation Cani da cannabis e produsse Maleducati deio Massakrasta.
Nel 2005 Michel pubblicò il suo secondo album intitolato ...Da lontano in cui duettò con Club Dogo, Maxi B, Bassi Maestro, Inoki, Cricca Dei Balordi e molti altri.
Nel 2006 fondò i Metro Stars insieme al rapper Maxi B e nello stesso anno venne pubblicato il primo album Cookies & Milk. Durante il tour di promozione nasce il secondo lo street album Metrotape Vol. 1, che vede le collaborazioni di Crookers, OneMic, Babaman ed altri.
Michel affiancò la sua attività con i Metro Stars a diverse collaborazioni esterne come beatmaker e mc, partecipando a diversi album come Mondo Marcio Gold Edition di Mondo Marcio, V.E.L.M. (Vivi e lascia morire) di Bassi Maestro, Colpi di sonno dei RapBull e Uomo di prestigio di Amir.
Nel gennaio 2008 collaborò al nuovo singolo di Maxi B "Fuori Controllo", insieme al presentatore televisivo Matteo Pelli ed oltre a comparire come cantante, Michel produsse anche un remix del brano.
Nello stesso anno la band partecipò al programma "Io mi chiamo G", dedicato a Giorgio Gaber dove propose una versione rivisitata di "Destra e Sinistra"
Tra il 2008 e il 2009 Michel produsse diversi pezzi per gruppi Italiani quali Zampa, Rapbull, Bassi Maestro, Tony Mancino, Fadamat, Fedez, DDP. Partecipò inoltre come produttore e mc del secondo album di Maxi B chiamato Invidia.
Nel 2009 iniziarono le trasmissioni del programma radiofonico "Radio Raheem" di cui Michel fu autore insieme ai Metro Stars.
Più tardi fu dato alle stampe il suo terzo progetto solista come beatmaker, la compilation Bombe, che vede la partecipazione di diversi artisti italiani e svizzeri quali Ghemon, Dublinerz, DDP, Kiave, Massakrasta, Diego, Palla & Lana, Jack the Smoker.
Sempre nel 2011 Michel fu l'autore del nuovo programma radiofonico "Ghettoblaster" in onda sulla radio nazionale Svizzera Rete 3.

## Discografia

### Album

#### Con i Momo Posse
- 1995 – Momosutra (EMI - LP)
- 1997 – Momosapiens (EMI - LP)

#### Solista
- 2001 – Chempions League
- 2005 – ...Da lontano

#### Con i Metro Stars
- 2006 – Cookies & Milk (Vibra Records - LP)
- 2007 – Metrotape Vol. 1 (Vibra Records - LP)